# شركة أيه. أس. أم. أل. القابضة
شركة أيه أس أم أل القابضة (بالإنجليزية: ASML Holding)  هي شركة هولندية متعددة الجنسيات تأسست في عام 1984 وتتخصص في تطوير وصناعة نظم التصوير الضوئي. وهي حالياً أكبر مورد لأنظمة التصوير الضوئي في المقام الأول لصناعة أشباه الموصلات والمورد الوحيد لآلات التصوير الضوئي بالأشعة فوق البنفسجية المتطرفة (EUV) في العالم. وتوظف الشركة أكثر من 28ألف شخص من 120 بلد ، وتعتمد على شبكة واسعة تضم أكثر من 5 ألاف مورد ، ولها مكاتب في الولايات المتحدة ، وبلجيكا ، وفرنسا ، وألمانيا ، وأيرلندا ، وإسرائيل ، وإيطاليا ، وهولندا ، والمملكة المتحدة ، والبر الرئيسي للصين ، وهونغ كونغ ، واليابان ، وماليزيا ، وسنغافورة ، وكوريا الجنوبية ، وتايوان.

## المنتجات
وتستخدم آلات التصوير الضوئي التي تصنعها ASML في إنتاج رقائق الحاسوب مثل ذاكرة وصول عشوائي ديناميكية، ذاكرة وميضية دارة متكاملة (ICS)، مثل وحدة معالجة مركزية. وفي هذه الآلات ، يتم تقليد الأنماط بشكل نظري على موقد من السيليكون مغطى بغشاء من المواد الحساسة للضوء (الضوئية). هذا الإجراء يتكرر عشرات المرات على فرشاة واحدة. ثم تتم معالجة المصور الضوئي لإنشاء الدوائر الإلكترونية الفعلية على السيليكون. التصوير الضوئي الذي تتعامل معه آلات ASML يستخدم في تصنيع تقريبا جميع الدوائر المتكاملة ، واعتبارا من عام 2010 شركة أيه أس أم أل لديها 67 ٪ من المبيعات العالمية من آلات طباعة حجرية .